# デンマーク海軍
デンマーク海軍（デンマークかいぐん、デンマーク語: Søværnet）は、デンマーク王国が保有する海軍。

## 概要
2009年時点で現役兵総員約3,500人（内徴集兵は約200人）、文民職員が約300人。
デンマーク海軍艦艇で使用される艦船接頭辞はKDM（ Kongelige Danske Marine）があるが、英語での HDMS（His/Her Danish Majesty's Ship ）もある。また、北大西洋条約機構加盟国海軍の中でもいくつかある潜水艦を配備していない海軍の一つでもある。

## 歴史

### ヴァイキング時代から15世紀
デンマーク（グリーンランドとフェロー諸島を除く）の地理構造は、陸地1に対して海岸線5.9の比率を持つ。このためデンマークは自然な流れとして伝統的に海洋活動が活発であった。それを象徴するものは9世紀ごろのヴァイキングであり、小規模ながらもよく組織された船団をもっていた。初めの頃のヴァイキングは少数の村を拠点に共通防御協定を結んでおり、これはこんにちのNATO協定と類似していた。ヴァイキングは軽い船、通常はクナール形を用いて簡単に陸上の村々に人貨を運搬していた。時間とともに防御協定はヴァイキングが沿岸地域を略奪するために使い、より大規模な船団に成長する。実際に、ヴァルデマー2世による1219年のエストニア征服では1,000隻以上の船を保有していたと言われている。船団は30,000人の兵士と一緒に馬と必需品を運ぶ。ヴァイキング時代後の15世紀には船団は主に商船から成っていた。
記録では14世紀後半から統一デンマーク海軍が存在しているとされる。マルグレーテ1世の下でカルマル同盟が締結され、主にハンザ同盟から同盟を守る為に海軍の創設を命じた。それ以前は国内の船団は貴族によって所有し管理される船から成っていた。しかし、デンマークにはそのような海軍はなかった。したがって初期の君主は貴族からの徴用に頼らなければならなかった。しかも、国内の君主政体の中には敵対的な貴族もいたので容易なことではなかった。マルグレーテ1世は創設された海軍を王権の管理下に置く命令をだした。船員達の中でも中核的船員、すなわちマスター（船長）、マスター・アット・アームス（先任衛兵伍長）、船匠については君主が雇用することができたが、貴族達は一般の船員（主に「志願」した農民で構成された）を提供しなければならなかった。教育担当官もおり、これについては主に貴族に課されていた。
15世紀には、特にハンス王の治世でデンマークの商業は相当発展し交易は増加した。それには船舶が輸送に最適であったことから、デンマークの海上利権はさらに保護する必要があった。ハンス王は1509年に共同船団監獄（en:Royal Dano-Norwegian Navy）を創設し職業船員を大幅に増やした。彼らの多くは軽犯罪者であり、王の海軍で勤務するか投獄されるかを選ばせた。監獄船員たちは操船術と大工職など船の運行に関わる基礎的な訓練を受けた。ただし、武器の取り扱いと戦闘についてはまだ徴用された農民達の手にあった。このため国は後にデンマークの教区として用いられるデンマーク語skipanと称するいくつかの郡に分けられた。専用の海軍基地と造船所が創設されたのもこの時期であった。彼らは王の海軍を編成し、維持し、戦備を整えた。専用の海軍基地についての最初の記録は1500年のブレーマホルム（Bremerholmd）（後のガメルホルム、en:Gammelholm）となっている。
デンマーク海軍設立の起源は、1510年8月10日にハンス王が家臣のヘンレク・クロメディ（da:Henrik Krummedige）を海上での指揮権を一任された全船長の頭に任命したことにあると、デンマークではよく見られる。

### 16世紀からナポレオン戦争
1559年にフレゼリク2世が即位し海軍は更に拡大し始める。基地、造船所そして船舶数は急激に増加し、新しい船の設計、武器、戦闘戦術に相当な資源が注ぎこまれた。一方、スウェーデンは独立国となり、バルト海の大部分を支配下に置き、デンマーク商人の利益を脅かした。第一次北欧戦争（1563年から1570年）では両国は海軍力でも対峙し、以後徐々にスウェーデンはバルト海に影響力を及ぼし始めることとなる。1645年には、トルステンソン戦争で海軍はオランダ海軍と共闘したスウェーデン海軍に勢力を大幅に削がれ、バルト海での権益を失った。これに加え、エーレスンド海峡の海峡税免除を認めさせられている。こうしたことからデンマークは報復行動に出て、1568年にエーレスンド海峡を封鎖、スコーネ戦争（1675年から1679年）の最初の種がまかれた。これは第二次北欧戦争（1657年から1660年）後わずか8年でデンマークは現在のスウェーデン領であるスコーネ（Skane）、ハッランド（Halland）およびブレーキンゲ地方（Blekinge）の喪失に繋がった。この間、国家資源は更に海軍に注がれた。コート・エーズラ（Cort Adler）、ニルス・ユール（en:Niels Juel）は1677年のキューゲ湾の海戦（en:Battle of Køge Bay）でデンマーク海軍を勝利に導いた。17世紀後半はスウェーデン海軍に対して優位を持っていた。スコーネ戦争ではオランダ海軍と共闘が叶いバルト海南部においてスウェーデン海軍に対して海戦で勝利を積み重ねた（弱体化していたスウェーデン海軍はこれによって壊滅的な打撃を受けることとなった）。しかしフランスの介入と軍事的圧力によって全てが第二次北欧戦争終結時（1660年）の状態に戻されることとなった。
1588年に即位したクリスチャン4世は父の方針を引き継いで海軍を拡大させる。17世紀初めには有名なコペンハーゲンの海軍兵舎が建設され、この中で最も有名なものはコペンハーゲン中央にある1631年に完成したニュボーザ（en:Nyboder）である。
海軍総代理官であったウルレク・クレスチャン・ギュレンルーヴェ（en:Ulrik Christian Gyldenløve, Count of Samsø）は1701年に海軍最高司令官に任命される。ギュレンルーヴェは海軍の職位を引き上げ、王立海軍士官学校の前身であるSøkadetakademieが設立される。1709年にピーダ・ヤンスン・ヴェセル（Peter Jansen Wessel）が海軍に加わり、多くの勝利を上げ提督の地位が与えられ、後にトアデンスキョルとして知られる。
大北方戦争においてデンマークは北方同盟に参加した。当初はスウェーデン西方海軍の圧力により北方同盟からの離脱を強いられたが、1709年に再参戦し、1712年にスウェーデン海軍のクルーザー80隻を焼き払い、トアデンスキョルはこの戦果で大きな役割を果たす。さらにスウェーデン海軍が1712年にハンゲの海戦でロシア海軍に敗れた後、1716年に北方同盟諸国は、スウェーデン本土侵攻を画策し、コペンハーゲンに艦隊を集結させたが同盟諸国の足並みがそろわず作戦は中止された。その後、ノルウェーを侵略したスウェーデンに対して海軍は糧道を絶たせることに成功し、1718年にスウェーデン王カール12世が戦死したこともあってノルウェーを保持することができた。しかしデンマークは以前のようなバルト海における権益を取り返すことは出来なかった。バルト海での海軍力は、すでにロシア海軍によって制せられていたためであった。
1720年にデンマークとスウェーデンはフレデリクスボー条約で講和したものの、既に北方同盟は分解しており、デンマークはエーレスンド海峡南部の以前の領土を取り戻す軍事的状況になかった。しかしスウェーデンはデンマークに対して多くの権利を講和条約で放棄したこともあってスカンディナヴィアは平和な状態となり残された。こうした平和の中で海軍は植民地獲得に乗り出した。世界の他の地域には注力せずアフリカ大陸やカリブ海に資源を集中させた。恒久的海軍は地中海での存在影響力を維持した。この地域におけるデンマーク＝ノルウェーの意図は主に海賊行為から自国船を保護することにあった。デンマーク地中海艦隊は17隻の艦船と1,800人の水兵を持ち、多くのバーバリ諸国との間で軽微な衝突が交わされていた。これらの衝突は次第に実質的な戦闘行為に発展していった。多くの名士たちが戦闘に身を投じており、1770年にフレズレク・クレスチャン・コース海軍少将（Frederik Christian Kaas）指揮下の艦隊はアルジェ砲撃を、1797年には船長であり後に枢密院参議となるスティーン・アナスン・ビレ（Steen Andersen Bille）はトリポリ攻撃を、そして1844年には共同スカンディナヴィア探検が実施され、長であったハンス・ギーオウ・ガルデ（Hans Georg Garde）による航海は事実上この地域におけるスカンディナヴィア商人に対するバーバリ諸国の攻撃を終結させた。北アフリカおけるデンマークの権益は、主に中立貿易の保護であり、スウェーデンと同じく地中海における貿易権の確保にあった。しかしながらデンマークは基本的に中立政策であったため、19世紀におけるこの地域の植民地化は、イギリスやフランスが進出していたこともあって行われなかった。これら北アフリカのバーバリ海賊との戦いは、バーバリ戦争と呼ばれ、ヨーロッパ列強がこの地域の植民地化の足がかりとしており、そこにデンマークなど北欧諸国の入り込む余地はすでに無かった。
ナポレオン戦争期、イギリスはナポレオン・ボナパルトが経済的にデンマーク商人から利益を得ていると考えたので、フランスの圧力下にあるデンマークの海外貿易は日々悪化していった。1801年、コペンハーゲンの海戦でハイド・パーカー提督の指揮下のイギリス艦隊はデンマーク防衛線を攻撃することを決した。防衛線はオルファト・フィシャ（en:Olfert Fischer）指揮下で守られるも攻撃力不足で容易に制圧された。この海戦の結果デンマークはイギリスとの停戦を余儀なくされた。この6年後、1807年の第二次コペンハーゲンの戦いまでデンマークはナポレオン戦争に関与しなかった。イギリスはデンマーク艦隊がナポレオン管理下になることを恐れており、クリスチャン7世は戦争終結まで自国艦隊を引き渡すことを拒絶し、その結果イギリスは軍事行動に移った。戦闘後、ガンビア提督の下でコペンハーゲン砲撃（9月2日から5日まで）が起きる。通常、この砲撃は艦隊による最初のテロ攻撃であると認められ、政治目標達成のために一般市民を攻撃対象とし実施された。この攻撃の結果、デンマークは降伏し、コペンハーゲンのほとんど全ての軍艦が没収された。このイギリスとの戦争で、海軍はイギリス海軍によって海軍力を大幅に縮小させられることとなった。
1814年に300年以上共にあったデンマーク＝ノルウェーは、ナポレオン戦争の勝利国としての立場にあるスウェーデンにノルウェーを引き渡され、同時に共同船団監獄はデンマーク王立海軍とノルウェー王立海軍に分割される。別離したノルウェー海軍はスウェーデン海軍とは別々のものとして扱われた。

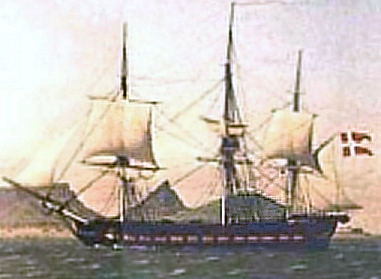
コルベット「ガラティーア」

デンマーク海軍は徐々に再建されるも、かつての規模には程遠いものであった。それでもなお海軍は信頼が置かれアフリカとカリブ海に対する関心は依然として注目を集めており、1845年にはコルベット「ガラティーア（Galathea）」が2年間におよぶ遠征を実施した。第二次シュレースヴィヒ＝ホルシュタイン戦争（1864年）当時のデンマーク海軍は比較的小規模で時代遅れであった。ヘルゴラント海戦の様に戦術的には勝利したものの、戦争の帰趨には何の影響も与えなかった。これは海軍が関わった大規模な海戦として最後のものであった。
そのため海軍の近代化の必要が認められ、第一次世界大戦でデンマーク海軍は主に蒸気装甲艦と少数の帆船を装備した近代海軍となっていた。

### 20世紀以降
戦間期、デンマーク海軍の戦備は遅れていた。特にトーヴァル・スタウニング（en:Thorvald Stauning）内閣の下（1929年から1942年）では他の軍種と同様に優先度が低かった。1940年のドイツ占領下にあってもフェリーを始めとする内航海運を維持する政治的需要から、終戦の1945年までドイツ海軍の掃海作業を支援した。ドイツ軍とデンマーク軍の間で緊張感が高まり1943年8月29日に決起し、保有艦艇の50隻の内、ドイツ軍が14隻を鹵獲するも大型艦艇32隻を沈める事に成功した。これは海軍司令官ヴィーゼル海軍中将（AH Vedel）の口頭による中立港への逃亡か不可能な場合は自沈せよとの秘密命令によって各艦艇長に伝えられたものであった。小型艦艇については9隻がスウェーデンに到着し他の50隻はドイツ軍に鹵獲される。これらの艦艇は1944年秋までに亡命中にデンマーク海軍小艦隊が編制する。1943年9月、ドイツに対する敵対行動によってヴィーゼル提督、ヴィルヘルム・ブル首相の順に馘首される。同年11月にスウェーデン当局は500人のデンマーク兵士を「警察部隊」として訓練を施した。1944年秋、スウェーデンは4,800人まで増強し全部隊を亡命デンマーク旅団と認めた。
戦後、デンマークは北大西洋条約機構に加盟し、その結果マーシャル・プランにより多額の資金と大量の物資援助を受入れ、再建された海軍はイギリスから購入した艦艇の他、武装解除しドイツ国防軍海軍から接収した艦艇で成っていた。
冷戦中はワルシャワ条約機構軍からの侵攻に備えるため重要な任務を分担し、再建と近代化が実施された。特に入り組んだ沿岸や海域を持つ特性のため機雷戦能力の拡充が急がれ、浅海域作戦に注力し情報収集能力や潜水特殊作戦部隊を整備し、他に海軍基地の強化やランゲラン島などの要塞化を1950年代にNATOファンドを通じて整備される。冷戦末期には5個戦隊を主力として有するに至った。
冷戦終結後、海上での長期作戦は減少し、大型艦は国家防衛から地球規模運用への過渡期にあった。1995年-1999年国防協定の下で再編成が実施され古い冷戦型のフリゲートや掃海艇は廃止され艦隊編制が改編される。2000年-2004年国防協定ではさらに再編成が実施され、外国への艦艇売却や部隊数の縮小が図られる。2005年-2009年国防協定に基づいて2006年1月1日に再編成が実施され、恒常的な潜水戦能力の維持を放棄し95年の歴史をもつ潜水艦運用に終止符をうった。編制については第1および第2戦隊の2個単位が設けられ第1戦隊は国内担当を、第2戦隊は対外運用を担当することになる。艦載ヘリコプターの運用も2011年1月より空軍へ移管され、第723飛行隊にて運用が行われている。
国外派遣も多く、湾岸戦争やソマリア沖の海賊対策への艦艇派遣も行なっている。

## 組織
- 海軍作戦司令部（SOK）：中央ユラン地域オーフス所在
  - 第1戦隊（哨戒艦艇）：フレゼリクスハウン所在
  - 第2戦隊（機雷戦および支援艦艇）：コスーア所在
- フロッグマン部隊（da:Frømandskorpset）：特殊部隊
- 海軍機雷処分隊（da:Søværnets Minørtjeneste）
- シリウス雪橇パトロール隊（da:Sirius-patruljen）：グリーンランドにおける犬ぞりをも使用した哨戒部隊
- 海軍兵学校（SOS）：コペンハーゲン所在
- 海軍下士官・基礎訓練学校（SSG）：フレゼリクスハウン所在
- 海軍術科学校（SPS）
- 統合海上救難調整センター（JRCC）
- 海軍軍楽隊
- フレゼリクスハウン海軍運用兵站支援センター（OPLOG FRH）
- コスーア海軍運用兵站支援センター（OPLOG KOR）
- 南部海上監視所（MOCS）
- 北部海上監視所（MOCN）
- グレートベルト船舶交通部（VTS Storebælt、グレートベルト・リンク付近の海上交通管制）

## 階級
| 士官               |                            |   |                 |
| 海軍大将           | Admiral                    |   | OF-9            |
| 海軍中将           | Viceadmiral                |   | OF-8            |
| 海軍少将           | Kontreadmiral              |   | OF-7            |
| 海軍准将           | Flotilleadmiral            |   | OF-6            |
| 海軍大佐           | Kommandør                  |   | OF-5            |
| 海軍中佐           | Kommandørkaptajn           |   | OF-4            |
| 海軍少佐           | Orlogskaptajn              |   | OF-3            |
| 海軍大尉           | Kaptajnløjtnant            |   | OF-2            |
| 海軍中尉           | Premierløjtnant            |   | OF-1            |
| 海軍少尉           | Løjtnant                   |   | OF-1            |
| 該当無し           | -                          | - | OF(D)           |
| 海軍士官候補生     | -                          | - | Student Officer |
| 准士官および下士官 |                            |   |                 |
| 海軍准尉           | Chefsergent                | - | OR-9            |
| 海軍上級曹長       | Seniorsergent              | - | OR-8            |
| 海軍曹長           | Oversergent                | - | OR-7            |
| 該当無し           | -                          | - | OR-6            |
| 海軍兵曹           | Sergent                    | - | OR-5            |
| 海軍伍長           | Korporal                   | - | OR-4            |
| 兵卒               |                            |   |                 |
| 海軍上等兵         | Marinespecialist           | - | OR-3            |
| 海軍一等兵         | Marineoverkonstabel        | - | OR-2            |
| 海軍二等兵         | Marinekonstabel Marineelev | - | OR-1            |

## 主要基地・施設
- フレゼリクスハウン海軍基地（中央ユラン地域フレゼリクスハウン、第1戦隊を初めとする海軍の主要軍港）
- コスーア海軍基地（da:Flådestation Korsør、シェラン地域スレーイルセ自治体、da:Slagelse Municipality、補給拠点）
- コペンハーゲン海軍基地（da:Marinestation København、デンマーク首都地域コペンハーゲン・ホルメ（Holmen）地区、海軍中枢機関や造船所などがある主要軍港）
- コングシュレ海軍基地（デンマーク首都地域ハルスネス自治体（da:Halsnæs Kommune）、特殊部隊拠点）
- シェラン岬（シェラン地域ハウネプユーン、da:Havnebyen、海軍兵器課程の実習場）
- オーフス港（中央ユラン地域オーフス、小規模施設）
- エスビャウ港（南デンマーク地域エスビャウ、小規模施設）

他にもフュン島やボーンホルム島、グリーンランドおよびフェロー諸島にも海軍施設が設けられている。

## 装備

### 艦艇
2011年6月現在。『Jane's Fighting Ships 2011-2012』より。
歴代艦艇については「デンマーク海軍艦艇一覧」を参照。
フリゲート
- イーヴァル・ヒュイトフェルト級フリゲート×3隻

イーヴァル・ヒュイトフェルト（F361 Iver Huitfeldt）- 2011年
ピーダ・ヴィレモース（F362 Peter Willemoes）- 2011年
ニルス・ユール（F363 Niels Juel）- 2011年
- テティス級×4隻

テティス（F357 Thetis） - 1991年
トリトン（F358 Triton） - 1991年
ヴァエデレン（F359 Vædderen） - 1992年
ヴィズヤーネン（F360 Hvidbjørnen） - 1992年
哨戒艦
- クヌーズ・ラスムスン級×2（1隻計画中）

クヌーズ・ラスムスン（P570 Knud Rasmussen） - 2008年
アイナー・ミゲルスン（P571 Ejnar Mikkelsen） - 2009年
哨戒艇
- VTS級×2隻

VTS3-4
- Agdlek級×1隻

（Y388 Tulugaq） - 1979年
- ディアナ級×6隻

ディアナ（P520 Diana） - 2007年
フライア（P521 Freja） - 2008年
ハウフルー（P522 Havfruen） - 2008年
ナヤーデン（P523 Najaden） - 2008年
ニュフェン（P524 Nymfen） - 2009年
ロタ（P525 Rota） - 2009年
- MHV800級×18隻

（MHV801 Aldebaran） - 1992年
（MHV802 Carina） - 1992年
（MHV803 Aries） - 1993年
（MHV804 Andromeda） - 1993年
（MHV805 Gemini） - 1994年
（MHV806 Dubhe） - 1994年
（MHV807 Jupiter） - 1994年
（MHV808 Lyra） - 1995年
（MHV809 Antares） - 1995年
（MHV810 Luna） - 1996年
（MHV811 Apollo） - 1996年
（MHV812 Hercules） - 1997年
（MHV813 Baunen） - 1997年
（MHV814 Budstikken） - 1998年
（MHV815 Kureren） - 1999年
（MHV816 Patrioten） - 2000年
（MHV817 Partisan） - 2000年
（MHV851 Sabotøren） - 2001年
- LCP級×6隻

LCP1-6
- MHV900級×12隻

（MHV901 Enø） - 2003年
（MHV902 Manø） - 2004年
（MHV903 Hjortø） - 2005年
（MHV904 Lyø） - 2005年
（MHV905 Askø） - 2006年
（MHV906 Faenø） - 2007年
（MHV907 Hvidsten） - 2008年
（MHV908 Brigaden） - 2008年
（MHV909 Speditøren） - 2009年
（MHV910 Ringen） - 2009年
（MHV911 Bopa） - 2009年
名称不明（MHV912） - 2011年
- フリーヴェフィスケン級×2隻

ハウカッデン（P552 Havkkatten） - 1990年
スルーヴェン（P553 Søløven） - 1996年
多目的艇
- ホルム級×6隻

ビルクホルム（A541 Birkholm）、フィルホルム（A542 Fyrholm）、（A543 Ertholm）、（A544 Alholm）
ヒルスホルム（MSD5 Hirsholm）、サルトホルム（MSD6 Saltholm） ※ 機雷戦自動操縦機能仕様
掃海ドローン
- SAV型×2隻

MRD3-4
- MSF級×4隻

MSF1-4
情報収集艦
- （Dana）

測量艇
- 各種×4隻

SKA12-14、16
帆走練習艦
- スウェン級×2隻

スウェン（Y101 Svanen）、チューラ（Y102 Thyra）
輸送艦
- スレイプニル（A559 Sleipner） - 1986年

多目的支援艦
- アブサロン級×2隻

アブサロン（L16 Absalon） - 2004年
エスベアン・スナーレ（L17 Esbern Snare） - 2006年
王室ヨット
- ダンネブロ（A540 Dannebrog） - 1932年

環境保護船
- 各種×3隻

Miljø 101-103
環境保護船（オイル）
- 各種×2隻

グンナー・ソーソン（A560 Gunnar Thorson）、グンナー・セイデンファデン（A561 Gunnar Seidenfaden）
救難艇
- 各種×4隻

（Nordsøen）、（Vestkysten）、（Havørnen）、（Viben）
運送艇（Sea Truck）
- 各種×2隻

メッテ・ミリョ（A562 Mette Miljø）、マリー・ミリョ（A563 Marie Miljø）
曳船
- Arvak級×2隻

（Y344 Arvak）、（Y345 Alsin）
砕氷艦
- トルビョルン（A553 Thorbjørn） - 1981年
- デンビョルン級×2隻

デンビョルン（A551 Danbjørn） - 1965年
イズビョルン（A552 Isbjørn） - 1966年

### 航空機
2011年6月現在。『Jane's Fighting Ships 2011-2012』より。
固定翼機
- ボンバルディア チャレンジャー604輸送機 × 3機

回転翼機
- ウェストランド・リンクス Mk.90B対潜ヘリコプター × 8機
- アグスタ・ウェストランドEH101 Mk.512汎用ヘリコプター × 8機

## 旗

軍艦旗
大将旗（階級旗）
中将旗
少将旗
准将旗